# Palacio de Leh

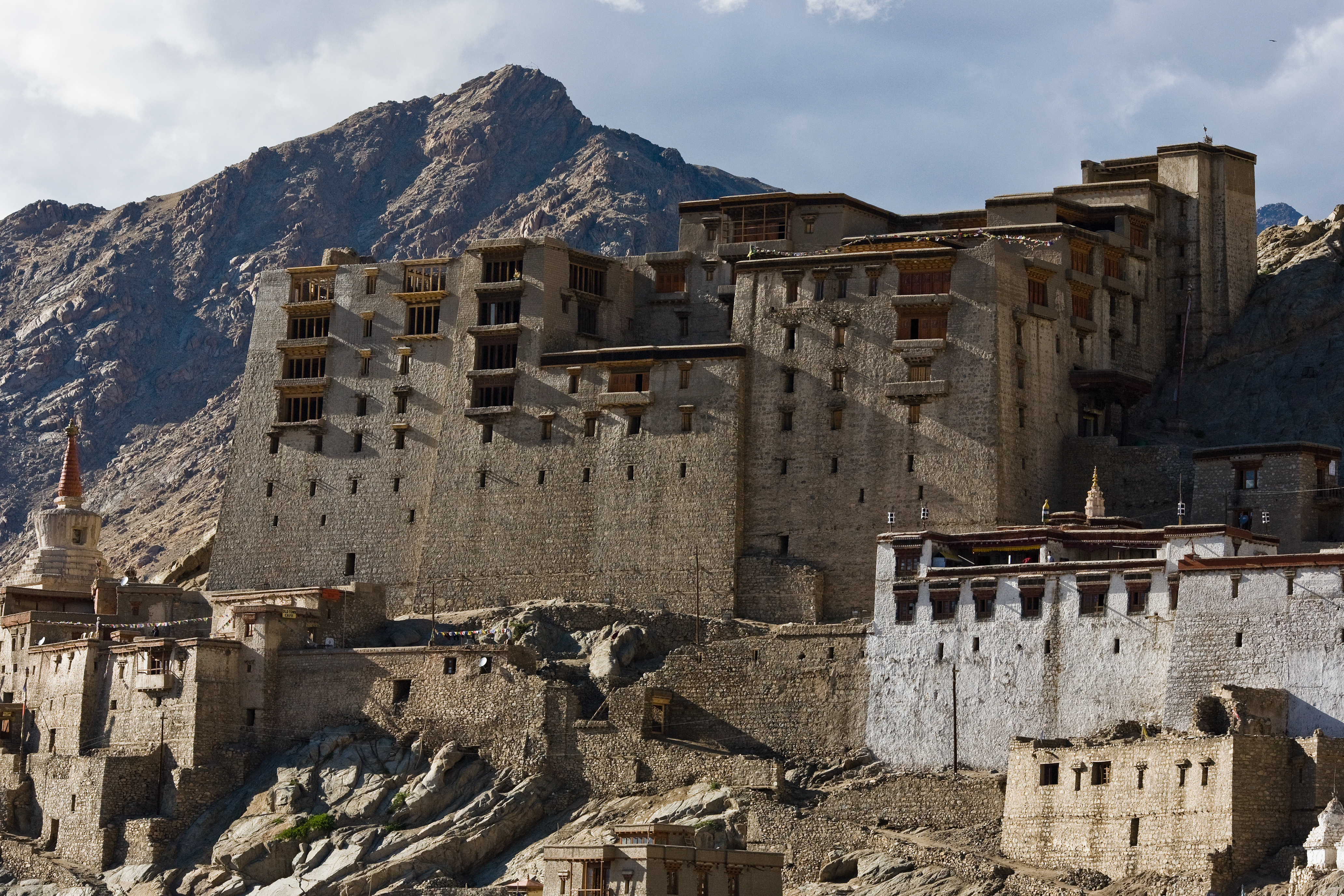
El palacio real en ruinas en Leh

El palacio de Leh es un antiguo palacio real con vistas a la ciudad himalaya ladakhi de Leh. Modelado a partir del palacio de Potala en Lhasa, Tíbet, el palacio fue construido por el rey Sengge Namgyal en el siglo XVII. Tiene nueve pisos de altura. Los pisos superiores acomodaban a la familia real, mientras que los pisos inferiores mantenían establos y trasteros. Ahora es una atracción turística, abierta todos los días de la semana, incluida en la ruta de moansterios de Ladakh.

## Descripción
El palacio en ruinas está siendo restaurado por la Archaeological Survey of India. El palacio está abierto al público y el tejado ofrece vistas panorámicas de Leh y sus alrededores. La montaña de Stok Kangri en la cordillera de Zangskar es visible a través del valle del río Indo al sur, con la cordillera de Ladakh que sube detrás del palacio al norte. A pesar de ser diseñada a partir del modelo del palacio de Potala, antigua residencia del Dalái lama, es más pequeño en tamaño.
El Museo del Palacio alberga una rica colección de joyas, adornos, vestidos ceremoniales y coronas. Las pinturas thangka o sooth tibetanas que tienen más de 450 años de antigüedad, con diseños intrincados, conservan colores brillantes y agradables derivados de gemas y piedras trituradas y en polvo. El cuarto piso del palacio alberga el templo de Dukhar, que consagra la imagen de los mil brazos de su deidad, diosa Tara.

## Historia
La construcción del palacio en la colina de Tsemo, en Leh, antigua capital del reino de Ladakh, fue iniciada por Tsewang Namgyal, el fundador de la dinastía Namgyal de Ladakh en 1553 y fue terminado por su sobrino Sengge Namgyal. El palacio fue abandonado cuando las fuerzas de Dogratomaron el control de Ladakh en el mediados del siglo XIX, y la familia real se movió al palacio de Stok.